# Eriolobus
Eriolobus é um género botânico pertencente à família Rosaceae.